# 亦里黑赤
亦里黑赤（蒙古语转写：Iliqči，羅馬化：Yīliqjī），元朝皇族，是成吉思汗次子察合台的后裔，《元史》等汉籍记作威武西宁王亦里黑赤。

## 生平
亦里黑赤的父亲是豳王出伯，出伯从察合台汗国内乱中逃离，迁居元朝，后被元世祖忽必烈提拔为对抗窝阔台汗国海都的前线指挥官。出伯有十多个儿子，相比之下，亦里黑赤的地位较低。出伯有个兄长叫合班，家族势力强盛。合班死后，其子宽彻继承地位，受封肃王。泰定帝也孙铁木儿即位时，亦里黑赤与肃王宽彻一同入朝。至顺三年（1332年）后，肃王宽彻从史料中消失，因肃王家族无合适继承人，推测亦里黑赤继承了宽彻的遗产。但肃王是最高等级的王号，身为出伯庶子的亦里黑赤不宜继承，于是他恢复了父亲出伯曾使用的威武西宁王称号，此后其家族世代沿用这一称号。元统二年（1334年），即元顺帝妥懽帖睦尔即位第二年，亦里黑赤袭封威武西宁王，此后其活动未见记载。

## 后代
关于亦里黑赤一系威武西宁王家族的记载甚少，仅零散见于史料。帖木儿朝编纂的《贵显世系》记载，亦里黑赤有子不颜嵬里（Buyan Quli），不颜嵬里有子图木嵬里、兀纳失里（Γunaširi）、安克帖木儿（Engke Temür）。在新疆鄯善县吐峪沟发现的蒙古文文书中，有“Buyanquli Üi-uu Sining ong”的记载，这正是“不颜嵬里威武西宁王” 的音译，证实亦里黑赤之子卜颜忽里继承了威武西宁王爵位。兀纳失里和安克帖木儿在元末明初活跃。明朝洪武二十四年（1391年），明军突袭哈密，南忽里系豳王家族断绝，幸存的兀纳失里取而代之统治哈密。此后，亦里黑赤的后裔兀纳失里、安克帖木儿兄弟的子孙世代掌管哈密卫。
威武西宁王家族世系
- 威武西宁王出伯
  - 威武西宁王亦里黑赤
    - 威武西宁王不颜嵬里
      - 图木嵬里
      - 威武西宁王兀纳失里
        - 忠顺王脱脱
          - 忠顺王卜答失里（妻弩温答失里）
            - 忠顺王倒瓦答失里
            - 忠顺王卜列革

      - 肃王安克帖木儿
        - 忠义王免力帖木儿